# 쓰루야마 아쓰시
쓰루야마 아쓰시(일본어: 鶴山 淳志, 1981년 8월 31일 ~ )는 일본의 바둑 기사이다. 구마모토현 구마모토시 출신으로 일본기원 소속의 8단이다.

## 경력
구마모토현 구마모토시에서 태어났다. 바둑과 장기 단체의 고문을 맡고 애호가인 고등학교 교사였던 아버지의 영향으로 유치원 시절부터 바둑을 배웠다. 여동생도 아마추어 강자로 전일본여학생혼인보를 지냈을 정도로 수많은 전국대회 출전 경력을 가지고 있다. 바둑 교실을 다니던 중 1993년 구라모토시립구마노쇼초등학교 5학년 봄 구마모토에 온 25세의 혼인보 조치훈을 처음 본 후 제자가 되고 싶어 지바현으로 이사했다. 같은 문하생으로 김수준과 마쓰모토 다케히사가 있다. 1998년 기사채용시험 본선에서 다카노 히데키와 다케미야 요코, 쿵링원에 이어 4위를 차지하여 입단에 실패했다. 1999년 전년도의 실패를 극복하고 1위로 프로바둑에 입단했다. 입단 동기는 가토 게이코와 미쓰나가 준조이다.
2002년 신인왕전 4위와 2004년 기도상 승율 부문 1위상을 수상했고, 2005년 제10회 삼성화재배 월드 바둑마스터스 본선에 진출하여 루이나이웨이를 꺽고  본선 16강에 진출했다.  2017년 기성전 C리그에서 4승 1패를 기록하여 B리그로 올라갔다. 2019년 8단으로 승단했고 2020년 혼인보전 리그에 처음으로 진입했다.